# Lobe den Herren, den mächtigen König der Ehren
Lobe den Herren, den mächtigen König der Ehren (in tedesco, "Lode al Signore, il potente Re della Gloria") BWV 137 è una cantata di Johann Sebastian Bach.

## Struttura
Lobe den Herren, den mächtigen König der Ehren è composto per soprano solista, contralto solista, tenore solista, basso solista, coro, tromba I, II e III, timpani, archi, oboe I e II e basso continuo ed è suddivisa in cinque movimenti:
1. Coro: Lobe den Herren, den mächtigen König der Ehren
2. Aria (contralto, violino): Lobe den Herren, der alles so herrlich regieret
3. Duetto (soprano e basso): Lobe den Herren, der künstlich und fein dich bereitet
4. Aria (tenore): Lobe den Herren, der deinen Stand sichtbar gesegnet
5. Corale: Lobe den Herren, was in mir ist, lobe den Namen!

## Descrizione
Bach scrisse questa cantata per la dodicesima domenica dopo la Trinità, che nel 1725 cadde il 19 agosto. La composizione fu eseguita di nuovo a Lipsia nel 1746 o 1747. Il testo è di Joachim Neander. Bach si è posto chiari limiti in questa cantata, usando il testo completo e inalterato di un noto inno di Joachim Neander. L'inno originale ha cinque versi e la cantata ha lo stesso numero di movimenti. Non ci sono recitativi. Un tale brano viene anche chiamato cantata corale.
Lobe den Herren, den mächtigen König der Ehren è costruito in modo simmetrico. I diversi modi in cui Bach ha incorporato il corale in questa cantata suggeriscono che si è reso conto dei pericoli di una certa uniformità. Mentre la misura ternaria viene mantenuta dall'inizio alla fine, la tonalità cambia in ogni movimento. Da do maggiore, passa al sol maggiore, al mi minore e al la minore, e ritorna infine al do maggiore. Nel primo e l'ultimo movimento, composti per l'orchestra completa, il soprano porta la melodia. Nel secondo movimento, la melodia è cantata dal contralto, mentre nel quarto movimento è suonata dalla tromba accompagnando il tenore. Bach ha riutilizzato il secondo movimento nell'ultimo corale Schübler per organo BWV 650.